# Carlo Vetrugno
Carlo Vetrugno (Torino, 1º aprile 1950 – Milano, 8 novembre 2017) è stato un dirigente d'azienda italiano.
Dopo essersi occupato, negli anni ottanta, dei palinsesti della nascente Rete 4 e di Odeon TV, è diventato direttore di Italia 1 il 14 settembre 1992 mantenendo la carica fino all'11 maggio 1997, quando è passato al settore delle reti tematiche curando le emittenti satellitari Mediaset.

## Biografia
Dopo aver iniziato negli anni settanta la sua attività collaborando con il quotidiano Gazzetta del Popolo, immediatamente dopo ha esordito nel mondo della televisione con le prime emittenti private e via cavo come TeleTorinoCavo, TeleStudio Torino, divenendo poi direttore di Gruppo Editrice Torino, comprendente anche Telestudio, TV Alessandria e Quinta Rete.
Dal 1982 ha collaborato con Rete 4, occupandosi di servizi sportivi e dei programmi per ragazzi. Con il passaggio dell'emittente in Fininvest, dal 1983 al 1987 è stato direttore dei programmi di Euro TV, fino alla cessata attività dell'emittente e alla conseguente nascita di Italia 7 e Odeon TV, quando ha assunto la direzione di quest'ultima assieme a Lillo Tombolini. È entrato nel gruppo Fininvest nel 1989 come vicedirettore di Italia 1, di cui è successivamente diventato direttore a partire dal 14 settembre 1992, subentrando a Carlo Freccero. Sotto la direzione di Vetrugno, la rete ha vissuto un periodo particolarmente fortunato grazie ai programmi di punta Non è la RAI, Beverly Hills 90210, Karaoke, X-Files e Mai dire gol.
Rimase in carica come direttore fino al maggio 1997, quando gli venne affidato il compito di creare una serie di progetti esterni con reti tematiche da diffondere via satellite. Nel 1998 ha portato così al debutto la prima rete satellitare del gruppo Mediaset, Happy Channel, del quale era anche direttore, prodotta per la piattaforma TELE+ DIGITALE. Dal 2000 è diventato vicedirettore di Mediadigit, occupandosi nello specifico delle reti tematiche. Nel corso degli anni ha quindi contribuito al lancio degli altri canali satellitari del gruppo, Comedy Life e Duel TV, (1º aprile 2000) MT Channel (8 gennaio 2001) e Italia Teen Television (30 settembre 2003), ruolo che ha ricoperto fino al 1º gennaio 2006, data della chiusura dei canali in seguito ad una ridefinizione contrattuale tra Mediaset e SKY Italia.
A partire dal 21 settembre 2009 è alla direzione di Canale Italia ma lascia l'incarico dopo sei mesi. Nel 2010 svolge attività di consulenza e gestione di varie società di produzioni.
È morto a Milano all'età di 67 anni.

## Direzioni di reti televisive
- TeleStudio Torino (1976-1982)
- Odeon TV (1987-1989)
- Italia 1 (14 settembre 1992-11 maggio 1997)
- Happy Channel (8 marzo 1998-1º gennaio 2006)
- Comedy Life (1º aprile 2000-31 luglio 2003)
- Duel TV (1º aprile 2000-1º gennaio 2006)
- MT Channel (8 gennaio 2001-1º gennaio 2006)
- Italia Teen Television (30 settembre 2003-1º gennaio 2006)
- Canale Italia (2010)